# José Acosta Sánchez
José Acosta Sánchez (Nerja, 13 de març de 1937 - 9 de novembre de 2015) va ser un advocat i professor universitari andalús.

## Trajectòria
Llicenciat en dret per la Universitat de Granada, es doctorà en dret per la Universitat Autònoma de Barcelona en 1973. El 1976 fou professor de dret polític a la Universitat de Barcelona. El 1996 fou nomenat catedràtic de dret constitucional a la Universitat de Còrdova, de la qual va ser professor honorífic.
A les eleccions al Parlament de Catalunya de 1980 fou elegit diputat per la circumscripció de Barcelona pel Partit Socialista d'Andalucia-Partit Andalús. El 13 d'abril de 1983 va renunciar a l'escó.
A les eleccions municipals de 1987 fou elegit regidor de l'Ajuntament de Còrdova per Izquierda Unida-Los Verdes-Convocatoria por Andalucía, i ocupà el càrrec de tinent d'alcalde de l'àrea d'informació, fins que va dimitir el 1988. És autor d'estudis sobre història i política d'Andalusia, i sobre nacionalisme andalús.

## Obres
- El desarrollo capitalista y la democracia en España (1975) Editorial DIROSA
- El imperialismo capitalista. Concepto, períodos y mecanismos de funcionamiento (1977) Editorial Blume
- Imperialismo y pensamiento burgués (1977) Editorial Fontanella S.A.
- Historia y cultura del pueblo andaluz (1979)
- Andalucía: reconstrucción de una identidad y la lucha contra el centralismo (1978)
- La constitución de Antequera: estudio teórico-crítico: democracia, federalismo y andalucismo en la España contemporánea (1983)
- Crisis del franquismo y crisis del imperialismo: Aproximación a la coyuntura política española (1976)
- Francisco María Tubino y Rada: federalismo y proto-andalucismo en el XIX a Revista de Estudios Regionales (1998)
- Formación de la Constitución y jurisdicción constitucional: fundamentos de la democracia constitucional (1998)